# The Motor
The Motor (più tardi, solo Motor), è stata una rivista settimanale britannica di automobilismo (non è da confondere con il periodico australiano e quello statunitense con lo stesso nome).
Fondato il 28 gennaio 1903, il giornale fu assorbito dalla rivale Autocar nel 1988. Per un breve periodo dopo l'acquisto, il nome del periodico fu Autocar & Motor. Dopo poco tempo la denominazione “Motor” fu tolta.